# HMS Mysing (P158)
HMS Mysing (P158) var en av svenska marinens patrullbåtar. Efter utrangeringen såldes hon 1996. Sedan 2001 har HMS Mysing en civil ägare och bär namnet Mysing af Nynäshamn.

Mysings vapen.